# گالان
گالان فیلمی به کارگردانی امیر قویدل و نویسندگی سعید مطلبی، امیر قویدل محصول سال ۱۳۶۹ است.

## بازیگران
- بهزاد جوانبخش
- جمشید مشایخی
- فاطمه نوری
- جلال مقدم
- ولی شیراندامی
- سعید شیخ‌زاده
- جلال مقامی
- نرسی کرکیا
- توران قادری